# Strażnica WOP Pomorzowice
Strażnica Wojsk Ochrony Pogranicza Pomonowice/Pomorzowice – zlikwidowany podstawowy pododdział Wojsk Ochrony Pogranicza pełniący służbę graniczną na granicy polsko-czechosłowackiej.

Strażnica Straży Granicznej w Pomorzowicach – zlikwidowana graniczna jednostka organizacyjna Straży Granicznej realizująca zadania bezpośrednio w ochronie granicy państwowej z Czechosłowacją/Republiką Czeską.

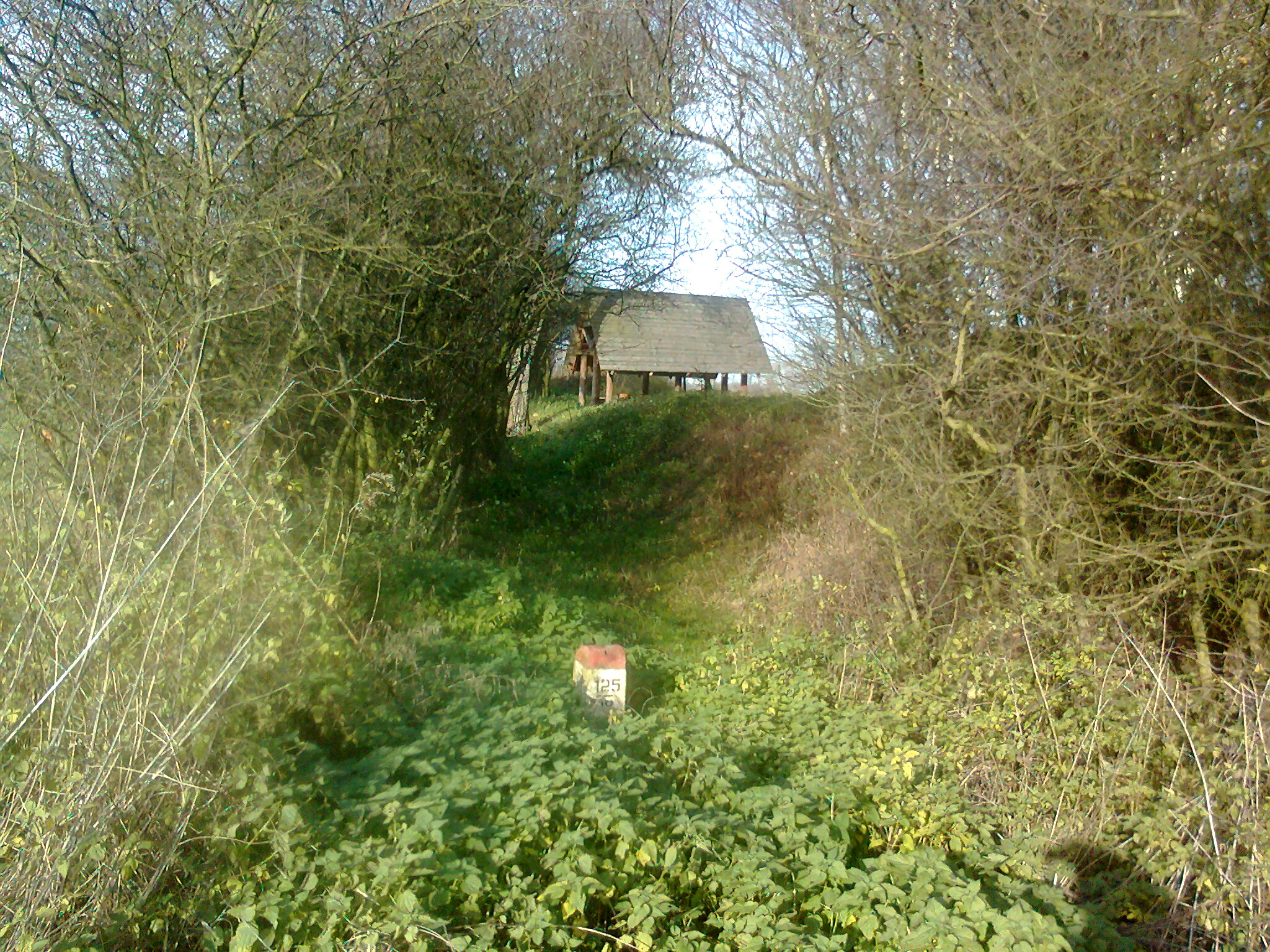
Granica polsko-czeska, znak gran. nr 125/18, rej. szwedzkiego słupa (listopad 2014)

Placówka Straży Granicznej w Pomorzowicach – zlikwidowana graniczna jednostka organizacyjna Straży Granicznej realizująca zadania w ochronie granicy państwowej z Republiką Czeską.

## Formowanie i zmiany organizacyjne
Strażnica WOP została sformowana w 1945 w strukturze 48 komendy odcinka Prudnik jako 220 strażnica WOP (Pomonowice) o stanie 56 żołnierzy. Kierownictwo strażnicy stanowili: komendant strażnicy, zastępca komendanta do spraw polityczno-wychowawczych i zastępca do spraw zwiadu. Strażnica składała się z dwóch drużyn strzeleckich, drużyny fizylierów, drużyny łączności i gospodarczej. Etat przewidywał także instruktora do tresury psów służbowych oraz instruktora sanitarnego.

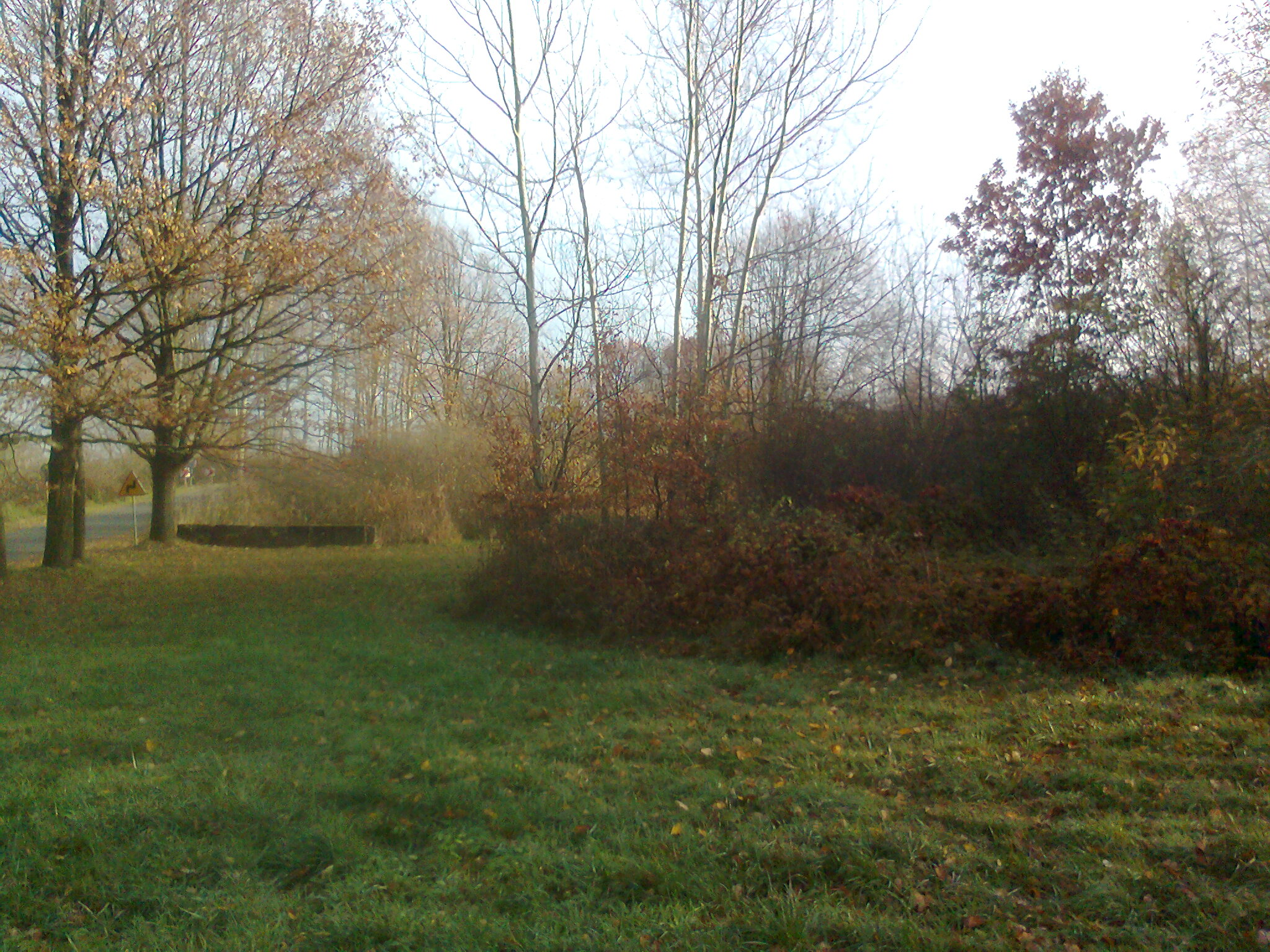
Pomorzowiczki, pozostałości po 220 strażnicy WOP Pomonowice (listopad 2014)

W 1947 220 strażnica wystawiła placówkę w Tarnkowej.
W związku z reorganizacją oddziałów WOP, 24 kwietnia 1948, strażnica została włączona w struktury 71 batalionu Ochrony Pogranicza, a 1 stycznia 1951 44 batalionu WOP w Głubczycach.
Od 15 marca 1954 wprowadzono nową numerację strażnic, a strażnica WOP Pomorzowice otrzymała nr 228 w skali kraju.
W 1956 rozpoczęto numerowanie strażnic na poziomie brygady. Strażnica II kategorii Pomorzowice była 18 w 4 Brygadzie Wojsk Ochrony Pogranicza.
1 stycznia 1960 była jako 8 strażnica WOP IV kategorii Pomorzowice.
4 lipca 1961 rozformowano 44 batalion WOP w Głubczycach, a strażnica została włączona w struktury 45 batalionu WOP w Prudniku.
1 stycznia 1964 była jako 9 strażnica WOP lądowa IV kategorii Pomorzowice.

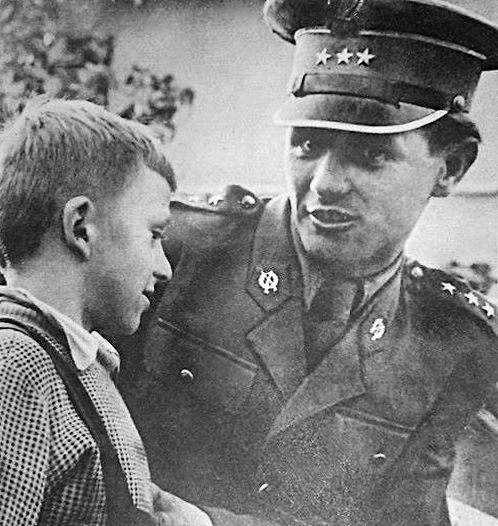
por. Roman Krwawnik z-ca d-cy strażnicy ds. politycznych w rozmowie z uczniem miejscowej szkoły podstawowej (1960–1965)

W 1976 w związku z przejściem na dwuszczeblowy system dowodzenia, strażnicę podporządkowano bezpośrednio pod sztab Górnośląskiej Brygady WOP w Gliwicach.
13 grudnia 1981 po wprowadzeniu stanu wojennego na terytorium kraju, dowódca GB WOP wewnętrznym rozkazem w miejscu stacjonowania poszczególnych batalionów, utworzył tzw. „wysunięte stanowiska dowodzenia” (zalążek przyszłych batalionów granicznych), którym podporządkował strażnice znajdujące się na odcinkach dawnych batalionów granicznych. Brygada wykonywała zadania ochrony granicy i bezpieczeństwa państwa wynikające z dekretu o wprowadzeniu stanu wojennego.
W drugiej połowie 1984 Strażnica WOP Pomorzowice została włączona w struktury utworzonego batalionu granicznego GB WOP w Prudniku, jako Strażnica WOP Lądowa rozwinięta kat. II w Pomorzowicach.
1 listopada 1989 rozformowano batalion graniczny GB WOP w Prudniku i strażnicę podporządkowano bezpośrednio pod sztab Górnośląskiej Brygady WOP w Gliwicach już jako Strażnica WOP Lądowa kadrowa kat. II w Pomorzowicach (na czas „P” kadrowa) i funkcjonowała do 15 maja 1991. Żołnierze służby zasadniczej WOP z ostatnich poborów nadal pełnili służbę w strażnicy również po utworzeniu Straży Granicznej, równolegle z przyjętymi do służby kandydackiej funkcjonariuszami SG.
Straż Graniczna:
15 maja 1991 po rozwiązaniu Wojsk Ochrony Pogranicza, 16 maja 1991 strażnica została przejęta przez Śląski Oddział Straży Granicznej w Raciborzu (ŚlOSG) i przyjęła nazwę Strażnica Straży Granicznej w Pomorzowicach (Strażnica SG w Pomorzowicach).
Zgodnie z zarządzeniem Komendanta Głównego Straży Granicznej, 1 listopada 1998 strażnica SG w Pomorzowicach została zlikwidowana.
Od 1 listopada do 31 stycznia 2001 decyzją komendanta Śląskiego Oddziału SG, w obiekcie stacjonował pluton odwodowy-specjalny Śląskiego OSG.
Zgodnie z zarządzeniem Komendanta Głównego Straży Granicznej 1 lutego 2001 odtworzona została Strażnica SG w Pomorzowicach, w strukturach Śląskiego Oddziału Straży Granicznej w Raciborzu.
Jako Strażnica Straży Granicznej w Pomorzowicach funkcjonowała do 23 sierpnia 2005 i 24 sierpnia 2005 Ustawą z 22 kwietnia 2005 O zmianie ustawy o Straży Granicznej... została przekształcona na Placówkę Straży Granicznej w Pomorzowicach (Placówka SG w Pomorzowicach). Znacznie rozszerzono także uprawnienia komendantów, m.in. w zakresie działań podejmowanych wobec cudzoziemców przebywających na terytorium RP.
Realizując przyjętą przez Radę Ministrów 6 czerwca 2000 Strategii Zintegrowanego Zarządzania Granicą. W części IV Strategii (dot. Środki Kontroli i Bezpieczeństwa), jako Placówka Straży Granicznej w Pomorzowicach funkcjonowała do 15 czerwca 2006, kiedy to zarządzeniem Komendanta Głównego SG została zniesiona. Ochraniany przez placówkę odcinek granicy, przejęła Placówka Straży Granicznej w Pietrowicach, a obiekt został przekazany gminie i zaadaptowany na mieszkania.

## Ochrona granicy
W 1960 8 strażnica WOP Pomorzowice IV kategorii ochraniała odcinek granicy państwowej o długości 15803 m:
- Włącznie znak graniczny nr IV/116, wyłącznie znak gran. nr IV/126.

1 stycznia 1964 na ochranianym odcinku przez strażnicę WOP Pomorzowice funkcjonowały przejścia graniczne małego ruchu granicznego, gdzie kontrolę graniczną i celną osób, towarów i środków transportu wykonywała załoga strażnicy:
- Tarnkowa-Bohušov rej. znaku gran. nr IV/117
- Racławice Śląskie-Osoblaha.

W maju 1989 odcinek strażnicy został wydłużony po przejęciu części odcinka po rozformowanej strażnicy WOP Równe:
- Włącznie od znaku gran. nr IV/109, do znaku. gran. nr IV/116.

Lata maj 1989–15 maja 1991 rozwinięta strażnica lądowa WOP Pomorzowice II kategorii, ochraniała odcinek granicy państwowej:
- Włącznie znak gran. nr IV/109, wyłącznie znak gran. nr IV/126.
- W okresie zimowym pas śnieżny sprawdzany był minimum: na głównym kierunku dwukrotnie, na pozostałym raz w ciągu doby.
- Współdziałała w zabezpieczeniu granicy państwowej z:
  - Strażnice WOP w: Krasnym Polu i Krzyżkowicach (od 1.11.1989 Strażnicą WOP Trzebina)
  - Sekcja Zwiadu WOP w Prudniku
  - Rejonowy Urząd Spraw Wewnętrznych w Głubczycach
  - Komisariat MO w Głogówku
- W ochronie granicy dowódca strażnicy ściśle współpracował ze swoimi odpowiednikami tj. naczelnikami placówek OSH (Ochrana Statnich Hranic) CSRS:
  - Slezské Rudoltice.
  - Osoblaha  (naczelnik placówki – mjr Jaroslav Mihal).

Straż Graniczna:
W okresie 16 maja 1991–1998, strażnica Strażnica SG w Pomorzowicach ochraniała odcinek granicy państwowej:
- Włącznie znak gran. nr II/109, wyłącznie znak gran. nr II/126 .

19 lutego 1996 na odcinku strażnicy zostały uruchomione przejścia graniczne małego ruchu granicznego w których kontrolę graniczną i celną osób, towarów i środków transportu wykonywali funkcjonariusze strażnicy:
- Tarnkowa-Bohušov rej. znaku gran. nr II/117 .
- Pomorzowiczki-Osoblaha rej. znaku gran. nr 122/17 .

W okresie 1 lutego 2001–15 czerwca 2006, strażnica Strażnica SG w Pomorzowicach/Placówka Straży Granicznej w Pomorzowicach ochraniała odcinek granicy państwowej o długości 28864,5 m.
- Włącznie znak gran. nr II/109 (w głębi miejscowość Dobieszów), wyłącznie znak gran. nr II/126 (rejon szwedzkiego słupa).
- Linia rozgraniczenia:
  - z strażnicą SG w Trzebinie wyłącznie zn. gran. nr II/126 dalej granicą gmin: Prudnik, Lubrza, Biała, Strzeleczki, Krapkowice oraz Głogówek, Krapkowice i Walce.
- Terytorialny zasięg działania komendanta strażnicy/placówki SG w Pomorzowicach obejmował gminy: Głogówek, Walce, północna część gminy Głubczyce.
- Tylna strefa działania przebiega przez miejscowości: Wawrzyńcowice, Błażejowice, Dobieszowice, Twardawa.
- Główny wysiłek w służbie skupiała od znaku gran. nr II/117  do znaku gran. nr 122/17 w głębi miejscowości Tarnkowa–Sławoszów–Stara Wieś–Pomorzowiczki.
- Rozgraniczenie pomiędzy rejonami podlegającymi operacyjnej ochronie granicy przebiegało przy zn. gran. nr II/123 w głębi Pomorzowice.
- Miejsca dogodne do przekroczenia granicy wbrew przepisom (pgwp) rej. znaków gran. nr:
  - II/126, 125/7, 124/8, II/124, 122/16, II/122, 120/13, 118/6, 118/2i3, II/117, 117/6, 114/7, 113/10, 113/3, 112/10, 111/12, 110/8, 109/6.
- W okresie zimowym pas śnieżny sprawdzany był:
  - Na korzyść strażnicy SG w Trzebinie, do znaku gran. nr 126/3.
- Funkcjonariusze strażnicy SG w Pomorzowicach pełniąc służbę graniczną przy granicy państwowej w rejonie linii rozgraniczenia:
  - ze strażnicą SG w Trzebinie, prowadzili rozpoznanie wzdłuż drogi z miejscowości Racławice Śląskie w kierunku znaku gran. nr II/126, na korzyść sąsiada od znaku gran. nr II/126 w kierunku miejscowości Laskowice, zwracając uwagę na pola orne przyległe do granicy państwowej.
- Współdziałała w zabezpieczeniu granicy państwowej z:
  - Strażnice SG w: Krasnym Polu i Trzebinie
  - Graniczna Placówka Kontrolna SG w Pietrowicach – od 01.06.2001
  - Komenda Powiatowa Policji w Głubczycach
  - Komisariat Policji w Głogówku
- Komendant strażnicy/placówki SG w Pomorzowicach współdziałał w zabezpieczeniu granicy państwowej z placówkami po stronie czeskiej cizinecké policie RCPP:
  - Slezské Rudoltice (naczelnik referatu – mjr JUDr. Robert Foltyna).
  - Osoblaha (naczelnciy referatu – mjr Jaroslav Mihal, kpt. Libor Chamrad).

1 czerwca 2001 na odcinku strażnicy zostało uruchomione drogowe przejście graniczne, w którym kontrolę graniczną osób, towarów i środków transportu wykonywała załoga GPK SG w Pietrowicach:
- Pomorzowiczki-Osoblaha.

## Wydarzenia
- 1956 – koniec czerwca–początek lipca w okresie tzw. Wypadków poznańskich, przy linii granicznej i w strefie działania, odnajdywano pakunki zawierające ulotki z tzw. „bibułą”, przytwierdzone do balonów leżących na ziemi[15]. W związku z masowością zjawiska, żołnierze otrzymali zezwolenie na użycie broni, celem zestrzelenia nisko przelatujących balonów (nawet jeśli znajdowały się na terytorium czechosłowackim, ale w zasięgu ognia - to samo czynili pogranicznicy czechosłowaccy)[16].
- Lata 60. – 2. połowa, żołnierze kadra i pracownicy cywilni 4 Górnośląskiej Brygady WOP wybudowali nowy budynek szkoły podstawowej w ramach akcji, 1000 szkół na 1000 lecie Państwa Polskiego w Pomorzowiczkach. Szkoła otrzymała imię Żołnierzy Górnośląskiej Brygady Wojsk Ochrony Pogranicza[17][18].
- 1968 – 25 sierpnia podczas operacji „Dunaj” do Krnova wkroczył 15 Pułk Wojsk Obrony Wewnętrznej z Prudnika, by nie dopuścić do działań tamtejszego dowództwa pułku. Pozytywną rolę w „rokowaniach” z dowództwem czechosłowackiej jednostki odegrał z-ca d-cy strażnicy WOP Pomorzowice por. Jan Wojtak. „Rokował” za pomocą słów i alkoholi, co miało wpływ na zachowanie czechosłowackich sztabowców. Ale mimo wszystko, czechosłowaccy pogranicznicy nabrali pewnego dystansu w stosunku do polskich WOP-istów. Dotychczasowe przyjazne stosunki i spotkania – oziębły. (W trakcie wydarzeń w Czechosłowacji 45 batalion WOP z Prudnika bezpośrednio nie uczestniczył. W drugiej dekadzie sierpnia na zwołanej odprawie d-ców strażnic, nakazano, by w kontaktach z pogranicznikami czechosłowackimi, prosić ich o niepodejmowanie nieodpowiedzialnych działań na ich pograniczu)[19].
- 1976 – wycofano z granicy rowery, zastępując je motocyklami małolitrażowymi; WSK-175 dla kadry i WSK-125 dla żołnierzy służby zasadniczej (5–13 motocykli w zależności od obsady i na jakiej granicy). Wyposażone w łączność radiową motocykle stały się podstawowym środkiem transportu w służbie patrolowej i rozpoznawczej[20].
- 13 grudnia 1981–22 lipca 1983 – (stan wojenny w Polsce), normę służby granicznej dla żołnierzy podwyższono z 8 do 12 godzin na dobę[21]. Patrole wysyłane w teren zostały wzmocnione. Wyeliminowano służby składające się z jednego żołnierza. Ścisłą kontrolą objęto całą strefę nadgraniczną, a ruch w strefie nadgranicznej został znacznie ograniczony. W stan gotowości były postawione wszystkie pododdziały odwodowe[21]. Mimo utrudnionych warunków nie zaprzestano współpracy z ludnością pogranicza[22].

Straż Graniczna:
- 1993 – strażnica otrzymała na wyposażenie samochód osobowo-terenowy Land Rover Defender I 110 w zamian za UAZ 469 i motocykle Honda xl 125s w zamian za WSK 125.

## Sąsiednie graniczne jednostki organizacyjne
- 219 strażnica WOP Dobieszów ⇔ 221 strażnica WOP Dytmarów – 1946
- 219 strażnica OP Równe ⇔ 221 strażnica OP Dytmarów – 1949
- 227 strażnica WOP Równe ⇔ 229 strażnica WOP Dytmarów – 15.03.1954
- 17 strażnica WOP Równe II kat. ⇔ 19 strażnica WOP Dytmarów II kat. – 1956
- 9 strażnica WOP Równe IV kat. ⇔ 7 strażnica WOP Dytmarów III kat. – 1.01.1960
- 10 strażnica WOP Równe lądowa IV kat. ⇔ 8 strażnica WOP Krzyżkowice IV kat. – 1.01.1964
- Strażnica WOP Lądowa rozwinięta w Równym ⇔ Strażnica WOP Lądowa rozwinięta kat. II w Krzyżkowicach – do .05.1989
- Strażnica WOP Lądowa rozwinięta kat. I w Krasnym Polu ⇔ Strażnica WOP Lądowa rozwinięta kat. II w Krzyżkowicach – 05.1989–31.10.1989[11]
- Strażnica WOP Lądowa rozwinięta kat. I w Krasnym Polu ⇔ Strażnica WOP Lądowa kadrowa kat. II w Trzebinie – 1.11.1989–16.04.1990
- Strażnica WOP Lądowa kadrowa kat. I w Krasnym Polu ⇔ Strażnica WOP Lądowa kadrowa kat. II w Trzebinie – 17.04.1990–15.05.1991

Straż Graniczna:
- Strażnica SG w Krasnym Polu ⇔ Strażnica SG w Trzebinie kat. II – 16.05.1991–31.10.1998
- Strażnica SG w Krasnym Polu ⇔ Strażnica SG w Trzebinie kat. II – 1.02.2001–01.01.2003
- GPK SG w Pietrowicach ⇔ GPK SG w Głuchołazach – 2.01.2003–23.08.2005
- Placówka SG w Pietrowicach ⇔ Placówka SG w Głuchołazach – 24.08.2003–14.06.2006.

## Obsada personalna
| Obsada personalna 16 maja 1991            | Obsada personalna 16 maja 1991    |
| Stanowisko                                | Stopień, imię i nazwisko          |
| ----------------------------------------- | --------------------------------- |
| komendant strażnicy                       | kpt. SG Andrzej Krasicki          |
| zastępca komendanta strażnicy             | ppor. SG Jarosław Góra            |
| starszy strażnik graniczny–szef strażnicy | sierż. SG Ryszard Bandoła         |
| starszy strażnik graniczny                | mł. chor. SG Sławomir Nasierowski |
| starszy strażnik graniczny                | mł. chor. SG Mieczysław Walczak   |
| strażnik graniczny                        | plut. SG Waldemar Farenholz       |
| strażnik graniczny                        | plut. SG Andrzej Gębarowski       |
| strażnik graniczny                        | kpr. SG Tomasz Kucharski          |
| strażnik graniczny                        | st. szer. SG Sławomir Sikora      |
| strażnik graniczny                        | st. szer. SG Tomasz Zalewski      |

## Żołnierze strażnicy

### Komendanci/dowódcy granicznej jednostki organizacyjnej
- por. Czerski (był w 1945)

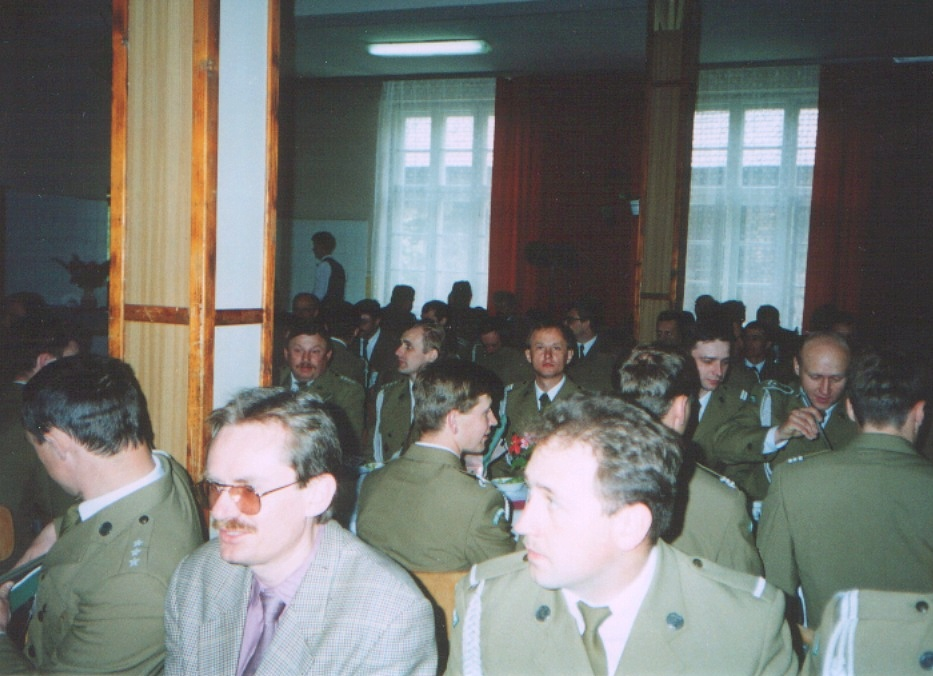
Święto SG – wspólny obiad w komendzie ŚlOSG. Na drugim planie przy filarze przodem: 1. k-nt strażnicy kpt. SG Andrzej Krasicki (16.05.1991–1994), 2. kpt. SG Włodzimierz Karsznia (p.o. z-ca k-nta strażnicy (1.02–30.06.2001) (maj 1993)

- por. Michał Radziecki (2. poł. 1945–wiosna 1947[23])
- ppor. Marian Nowak (17.03.1953–31.07.1954)[24]
- por. Henryk Nowakowski (1.08.1954–14.12.1954)[25]
- kpt. Piotr Węglowski (1962–1964[26])
- kpt. Bogusław Bugaj (był w 1976[27]–10.1980)[m]
- por. Józef Kulak[28] (10.1980–31.10.1984)[n]
- st. chor. sztab. Zdzisław Andres[29] (1.11.1984–1987)[o]
- por. Henryk Michulec (1987–1.07.1989)[p]
- por. Mieczysław Tomczak (2.07.1989–15.05.1991)[q]

Komendanci strażnicy SG:
- kpt. SG Andrzej Krasicki[30] (16.05.1991–1994)[r]
- kpt. SG Jarosław Góra (1994–30.11.1997)[s]
- kpt. SG Dariusz Szczepkowski (1.12.1997–31.10.1998) – do rozformowania[t]
- kpt. SG/mjr SG Dariusz Lorenc (1.02.2001–2004)[u]
- mjr SG Bogusław Kuliński (2004–23.08.2005)

Komendant placówki SG:
- mjr SG Bogusław Kuliński (24.08.2005–15.06.2006) – do rozformowania[v]

Dowódca plutonu odwodowego–specjalnego:
- chor. SG Marian Pietkiewicz (1.11.1998–2000)[w].